# Герб Онгерманланда
Герб Онгерманланда (швед. Ångermanlands vapen) — символ исторической провинции (ландскапа) Онгерманланд, Швеция. Также используется как элементы гербов современных административно-территориальных образований ленов Вестерботтен и Вестерноррланд.

## История
Герб ландскапа известен из описания похорон короля Густава Вазы 1560 года. Первоначально представлял лосося, который перепрыгивает через сеть. Позже использовались сюжеты с тремя лососями и сетю, или без сети. Окончательный вид герба установился в 1885 году. В 1991 году определён красный цвет плавников.

## Описание (блазон)
В лазоревом поле три серебряных лосося с червлёными плавниками и хвостами, друг над другом, средний повёрнут влево, два других — вправо.

## Содержание
Лосось олицетворяет развитые в провинции рыболовные промыслы.
Герб ландскапа может увенчиваться герцогской короной.

Герб ландскапа с герцогской короной